# Jonathan Sperber
Jonathan Sperber (geboren 1952) ist ein US-amerikanischer Neuzeithistoriker.   

## Leben
Jonathan Sperber studierte Geschichte an der Cornell University und bei Leonard Krieger an der University of Chicago. Er wurde 1980 promoviert. Seit 1984 lehrt und forscht er an der University of Missouri. Er erhielt 2003 eine Professur. 
Sein Buch über Karl Marx erschien 2013 zeitgleich auch in deutscher Übersetzung. Thomas Steinfeld urteilte über Sperbers Biografie: „Sperbers Biografie, so detailliert und sachlich sie erscheinen mag, hat eine polemische Spitze. Sie ist gegen jeden Versuch gekehrt, aus den Marx’schen Schriften etwas für die Gegenwart lernen zu wollen.“ In der Biografie fehle zudem „jede inhaltliche Auseinandersetzung mit ökonomischer Theorie“, kritisierte Steinfeld. „Die zentralen Kategorien der marxistischen Lehre [...] finden sich in dieser Biografie an den Rand gerückt.“

## Schriften (Auswahl)
- Popular Catholicism in Nineteenth-Century Germany. Princeton University Press, 1984, ISBN 9780691054322
- Rhineland Radicals. The Democratic Movement and the Revolution of 1848–1849. Princeton 1991 ISBN 9780691008660
- The Kaiser’s Voters: Electors and Elections in Imperial Germany. Cambridge University Press, 1997, ISBN 9780521591386
- Kirchengeschichte or the Social and Cultural History of Religion?, in: Neue Politische Literatur, 43 (1998): S. 13–35
- Revolutionary Europe, 1780-1850. Routledge, 2000, ISBN 9780582294462
- Property and Civil Society in South-Western Germany 1820-1914. Oxford University Press, 2005, ISBN 9780199284757
- The European Revolutions, 1848-1851. New Approaches to European History. Cambridge University Press, 2005, ISBN 9780521547796
- Festivals of National Unity in the German Revolution of 1848–1849. In: Past and Present. 136, S. 114–138. Auch abgedruckt in: Peter H. Wilson (Hrsg.): 1848. The year of revolutions. Aldershot : Ashgate, 2006, S. 302/303.
- Europe 1850-1914: Progress, Participation and Apprehension. Routledge, 2008, ISBN 9781405801348
- Angenommene, vorgetäuschte und eigentliche Normenkonflikte bei der Waldbenutzung im 19. Jahrhundert, in: Historische Zeitschrift 290 (2010): S. 681–702.
- Karl Marx: A Nineteenth-Century Life. Liveright, 2013, ISBN 9780871404671
  - Karl Marx. Sein Leben und sein Jahrhundert. Übersetzung Thomas Atzert. München : C.H. Beck, 2013